# Истборо (Канзас)
Истборо (енгл. Eastborough) град је у америчкој савезној држави Канзас.

## Демографија
По попису из 2010. године број становника је 773, што је 53 (-6,4%) становника мање него 2000. године.
| Група             | 2000.       | 2010.       |
| Белци             | 795 (96,2%) | 744 (96,2%) |
| Афроамериканци    | 4 (0,5%)    | 7 (0,9%)    |
| Азијати           | 6 (0,7%)    | 7 (0,9%)    |
| Хиспаноамериканци | 9 (1,1%)    | 6 (0,8%)    |
| Укупно            | 826         | 773         |